# Comarques d'Occitània

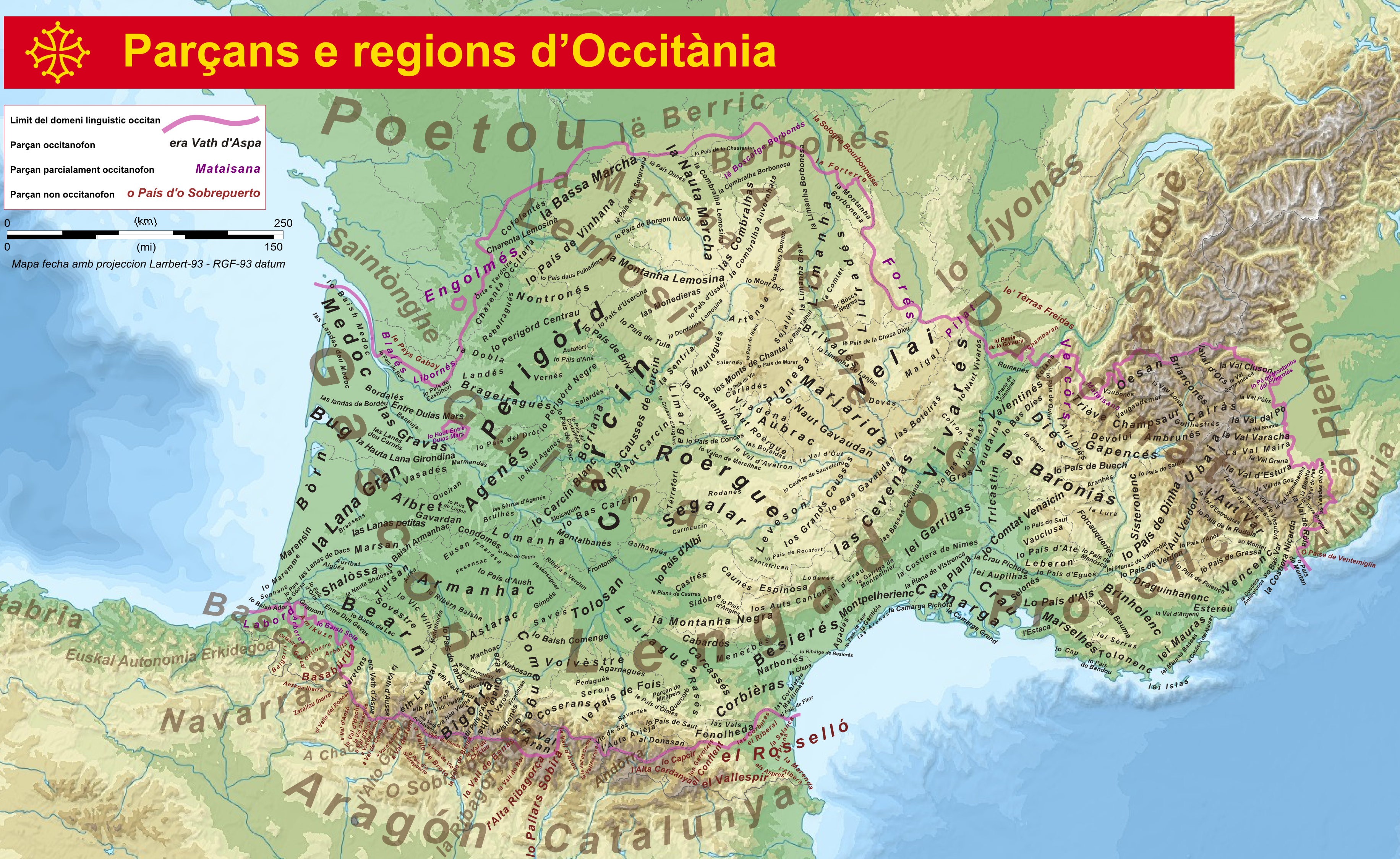
Els parçans (comarques) i païses (regions) d'Occitania

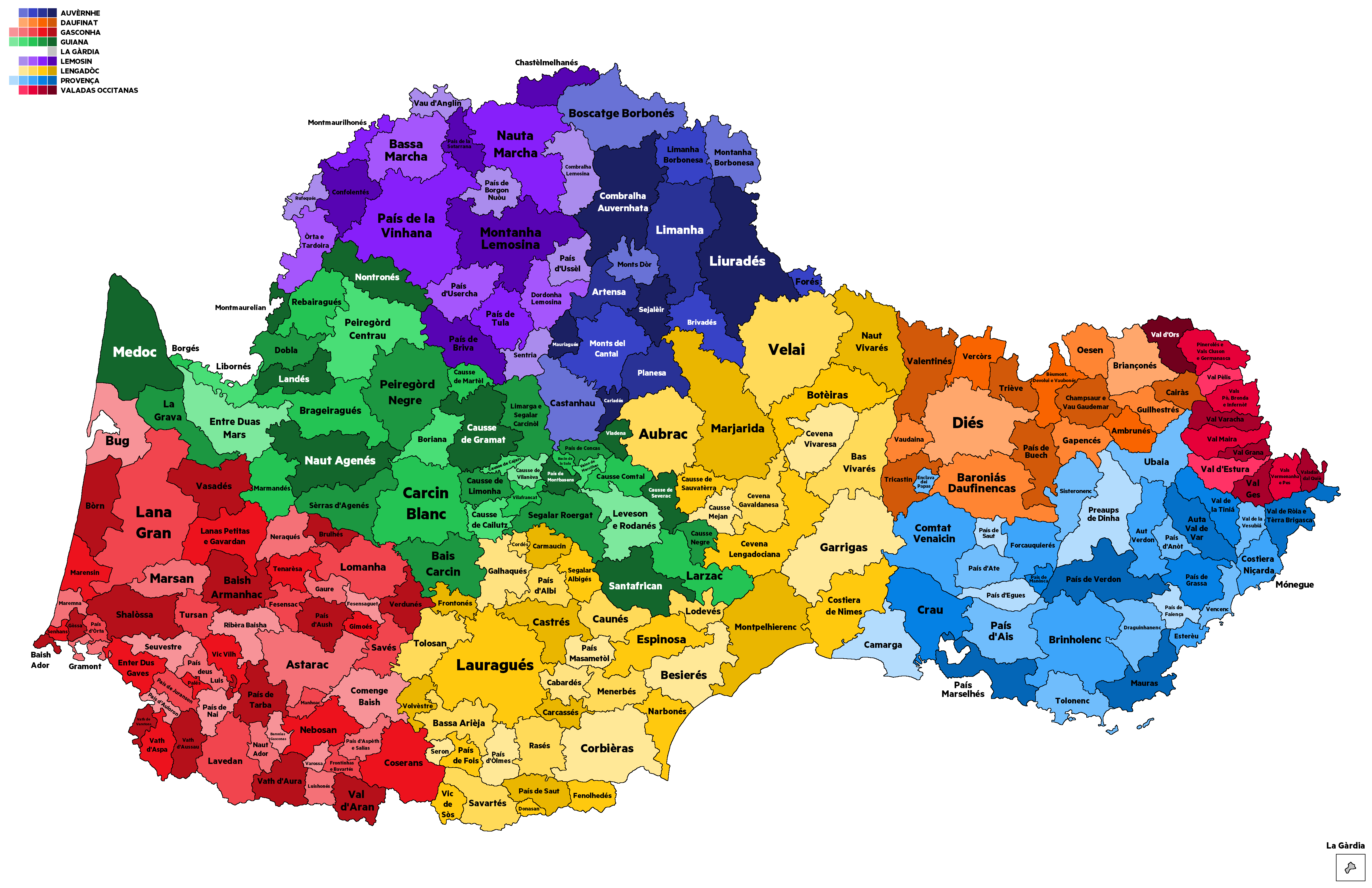
Les encontrades (comarques) d'Occitània

Tot seguit hi ha una llista de parçans o païses (comarques) tradicionals i no oficials d'Occitània, amb la capital respectiva i el gentilici (si existeix). El nom de la capital és en la forma occitana, i no sempre correspon a la forma oficial, puix que no tenen caràcter oficial ni són reconegudes acadèmicament.
És possible d'establir una llista de parçans d'Occitània gràcies a certes dades sintètiques i precises (malgrat que encara no hi hagi pas una convenció definitiva i consensual dels seus límits, noms i nombre). Les dades disponibles són aquestes:
- Tocant la part d'Occitània situada dins l'estat francès, el geograf occità Frederic Zégierman proposa, en Le guide des pays de France (Fayard, 1999), la sola síntesi completa amb mapes i una llista detallada. Zégierman se situa dins el marc estatal francès mes respecta i integra la cultura occitana.
- A les Valls Occitanes de l'estat italià, les "comunautats montanhòlas" equivalen als parçans.
- La Vall d'Aran de l'estat espanyol té l'estatut oficial de "comarca", equivalent a un parçan.
- El Principat de Mònaco és un territori a part.

Aquests elements són la base de la llista dels parçans d'aquest article.
- Remarques
  - Per més detalls sobre el concepte de "parçan" o "comarca", vegeu l'article comarca.
  - És possible d'imaginar-se configuracions diferents, mes la funció d'aquest article és de limitar-se a les realitats oficials (estatut d'Aran, comunautats montanhòlas) o bé a publicacions existents i reconegudes (Zégierman 1999).
  - La inestabilitat i la imprecisió relativa dels "païses" i "comunitats d'aglomeració" organitzats per l'estat francès impedeix d'integrar-lo a aquesta llista.
  - La documentació i la fixació dels topònims no és pas acabada en occità, alguns noms de lloc d'aquesta taula no són pas totalment assegurats encara.
  - Els mots genèrics Aut..., Auta..., Bas..., Bassa..., Val .. coneixen formes regionals que es poden utilitzar legítimament, però no són reproduïts aquí de manera sistemàtica per raons d'economia (Aut/Naut/Haut..., Auta/Nauta/Hauta ..., Bas/Baish ..., Bassa/Baisha..., Val/Vau/Vath ...)

| Índex A B C D E F G H I J K L M N O P Q R S T U V W X Y Z |

## A
| Nom                | Regió                         | Estat  | Vila principal      |
| ------------------ | ----------------------------- | ------ | ------------------- |
| l'Agarnaguès       | Llenguadoc                    | França | Pàmies              |
| l'Albigès          | Llenguadoc                    | França | Albi                |
| Albret             | Gascunya                      | França | Nerac               |
| l'Alt Ador         | Gascunya                      | França | Banhèras de Bigòrra |
| l'Alt Agenès       | Guiena                        | França | Vilanova d'Òlt      |
| l'Alt Verdon       | Provença                      | França | Anòt                |
| l'Alt Vivarès      | Llenguadoc                    | França | Anonai              |
| l'Alta Marca       | Llemosí                       | França | Garait              |
| l'Alta Vall de Var | Provença                      | França | lo Puget Tenier     |
| l'Ambrunès         | Delfinat i Provença           | França | Ambrun              |
| l'Artense          | Alvèrnia                      | França | Bòrt                |
| l'Astarac          | Gascunya                      | França | Miranda             |
| l'Aubrac           | Alvèrnia, Llenguadoc i Guiena | França | Chaldasaigas        |

## B
| Nom                       | Regió               | Estat  | Vila principal   |
| ------------------------- | ------------------- | ------ | ---------------- |
| el Baix Ador              | Gascunya            | França | Baiona           |
| el Baix Armanyac          | Gascunya            | França | Eusa             |
| el Baix Verdon            | Provença            | França | Valençòla        |
| el Baix Vivarès           | Llenguadoc          | França | Aubenàs i Privàs |
| la Baixa Marca            | Llemosí             | França | Belac            |
| les Baronies Delfinenques | Delfinat            | França | Niom             |
| les Baronies Gascones     | Gascunya            | França | Tornai           |
| el Bearn                  | Gascunya            | França | Pau              |
| el Besierès               | Llenguadoc          | França | Besiers          |
| Bigorra                   | Gascunya            | França | Tarba            |
| el Borgès                 | Guiena              | França | Borg             |
| la Boriana                | Guiena              | França | Gordon           |
| el Bòrn                   | Gascunya            | França | Mamisan          |
| el Boscatge Borbonès      | Alvèrnia            | França | Montluçon        |
| les Botèiras              | Llenguadoc          | França | lo Chailar       |
| el Brageiraguès           | Guiena              | França | Brageirac        |
| el Briançonès             | Delfinat i Provença | França | Briançon         |
| el Brinholenc             | Provença            | França | Brinhòla         |
| el Brivadès               | Alvèrnia            | França | Briude           |
| el Brulhès                | Gascunya            | França | la Pluma         |
| el Bug                    | Gascunya            | França | Arcaishon        |

## C
| Nom                  | Regió                 | Estat           | Vila principal            |
| -------------------- | --------------------- | --------------- | ------------------------- |
| el Cairàs            | Delfinat i Provença   | França          | Agulhas                   |
| la Camarga           | Provença              | França          | Arle                      |
| el Carcassès         | Llenguadoc            | França          | Carcassona                |
| el Carcí Blanc       | Guiena                | França          | Caors                     |
| el Carladès          | Alvèrnia              | França          | lo Mur de Barrés          |
| la Castanhau         | Alvèrnia              | França          | Orlhac                    |
| el Castrès           | Llenguadoc            | França          | Castras                   |
| el Caunès            | Llenguadoc            | França          | La Cauna                  |
| els Causses de Carcí | Guiena                | França          | Gramat                    |
| les Cevenes          | Llenguadoc            | França          | Alès                      |
| el Champsaur         | Delfinat i Provença   | França          | Sant Bonet                |
| el Confolentès       | Llemosí               | França          | Confolent                 |
| la Combralla         | Alvèrnia i Llemosí    | França          | Sant Alòi de las Minas    |
| la Comenge           | Gascunya              | França          | Sent Gaudenç              |
| el Comtat Venaissí   | Provença              | França          | Avinhon                   |
| la Conca de la Sala  | Guiena                | França          | la Sala                   |
| el Condomès          | Gascunya              | França          | Condòm                    |
| les Corberes         | Llenguadoc            | França          | Lesinhan de las Corbièras |
| el Coserans          | Gascunya              | França          | Sent Gironç               |
| la Costera de Nimes  | Provença i Llenguadoc | França          | Nimes                     |
| la Costera de Niça   | Provença              | França i Mònaco | Niça                      |
| la Crau              | Provença              | França          | Selon de Provença         |

## D
| Nom                   | Regió               | Estat  | Vila principal         |
| --------------------- | ------------------- | ------ | ---------------------- |
| el Devoluí            | Delfinat i Provença | França | Sant Estève de Devoluí |
| el Diès               | Delfinat            | França | Diá                    |
| la Dobla i el Landès  | Guiena              | França | Moissida               |
| el Donasà             | Llenguadoc          | França | Queragut               |
| la Dordonya Llemosina | Llemosí             | França | Aus Gletons            |
| el Draguinhanenc      | Provença            | França | Draguinhan             |

## E
| Nom              | Regió      | Estat  | Vila principal |
| ---------------- | ---------- | ------ | -------------- |
| l'Entre dos mars | Gascunya   | França | la Reula       |
| l'Espinosa       | Llenguadoc | França | Bedarius       |
| l'Esterèu        | Provença   | França | Frejús         |

## F
| Nom              | Regió      | Estat  | Vila principal       |
| ---------------- | ---------- | ------ | -------------------- |
| la Fenolleda     | Llenguadoc | França | Sant Pau de Fenollet |
| el Fesensaguet   | Gascunya   | França | Mauvesin             |
| el Forcauquierès | Provença   | França | Forcauquier          |
| el Frontonhès    | Llenguadoc | França | Frontonh             |

## G
| Nom               | Regió                 | Estat  | Vila principal   |
| ----------------- | --------------------- | ------ | ---------------- |
| el Galhaquès      | Llenguadoc            | França | Galhac           |
| el Gapencès       | Delfinat i Provença   | França | Gap              |
| les Garrigas      | Provença i Llenguadoc | França | Banhòus de Céser |
| el Gaure          | Gascunya              | França | Florença         |
| el Gimoés         | Gascunya              | França | Gimont           |
| els Grans Causses | Guiena i Llenguadoc   | França | Milhau           |
| la Grava          | Gascunya              | França | Bordèu           |

## L
| Nom                         | Regió      | Estat  | Vila principal      |
| --------------------------- | ---------- | ------ | ------------------- |
| la Landa Gran               | Gascunya   | França | Morcens             |
| les Landes Petites i Marçan | Gascunya   | França | Lo Mont de Marsan   |
| el Lauraguès                | Llenguadoc | França | Castellnou d'Arri   |
| el Lavedan                  | Gascunya   | França | Lorda               |
| el Leveson-Rodanès          | Guiena     | França | Rodés (Avairon)     |
| el Libornès                 | Gascunya   | França | Liborna             |
| la Limanha                  | Alvèrnia   | França | Clarmont d'Alvèrnia |
| la Limanha Borbonesa        | Alvèrnia   | França | Vichèi              |
| la Limarga                  | Guiena     | França | Fijac               |
| el Liuradès                 | Alvèrnia   | França | Tièrn               |
| el Lodevès                  | Llenguadoc | França | Lodeva              |
| la Lomanha                  | Gascunya   | França | Leitora             |

## M
| Nom                   | Regió                 | Estat  | Vila principal        |
| --------------------- | --------------------- | ------ | --------------------- |
| el Manhoac            | Gascunya              | França | Lanamesa              |
| el Maremne            | Gascunya              | França | Cap Berton            |
| el Marensin           | Gascunya              | França | Casteths              |
| la Marjarida          | Llenguadoc i Alvèrnia | França | Mende                 |
| el Marmandès          | Guiena                | França | Marmanda              |
| les Mauras            | Provença              | França | Sant Tropetz          |
| el Mauriaguès         | Alvèrnia              | França | Mauriac               |
| el Medòc              | Gascunya              | França | l'Esparra de Medoc    |
| el Montalbanès        | Guiena                | França | Montalban             |
| el Montpellerenc      | Llenguadoc            | França | Montpeller            |
| els Monts Domats      | Alvèrnia              | França | Pontgibaud            |
| els Monts de Cantal   | Alvèrnia              | França | Riòm de las Montanhas |
| la Muntanya Borbonesa | Alvèrnia              | França | lo Maiet de Montanha  |
| la Muntanya Llemosina | Llemosí               | França | Sent Liunard          |
| la Muntanya Negra     | Llenguadoc            | França | Masamet               |

## N
| Nom           | Regió            | Estat  | Vila principal |
| ------------- | ---------------- | ------ | -------------- |
| el Narbonès   | Llenguadoc       | França | Narbona        |
| el Nontronhès | Guiena i Llemosí | França | Nontronh       |

## O
| Nom             | Regió            | Estat  | Vila principal  |
| --------------- | ---------------- | ------ | --------------- |
| Oesen           | Delfinat         | França | l'Aup d'Uès     |
| Òrta i Tardoira | Llemosí i Guiena | França | la Ròcha Focaud |

## P
| Nom                          | Regió               | Estat  | Vila principal      |
| ---------------------------- | ------------------- | ------ | ------------------- |
| el País d'Ais                | Provença            | França | Ais de Provença     |
| el País d'Albi               | Llenguadoc          | França | Albi                |
| el País d'Ate                | Provença            | França | Ate                 |
| el País d'Auch               | Gascunya            | França | Auch                |
| el País d'Aigües             | Provença            | França | Pertús              |
| el País d'Òlms               | Llenguadoc          | França | L'Avelhanet         |
| el País d'Usèrcha            | Llemosí             | França | Usèrcha             |
| el País d'Ussèl              | Llemosí             | França | Ussèl               |
| el País de Borgon Nuòu       | Llemosí             | França | Borgon Nuòu         |
| el País de Briva             | Llemosí             | França | Briva               |
| el País de Buech             | Delfinat i Provença | França | l'Aranha Montaiglin |
| el País de Concas            | Guiena              | França | Concas              |
| el País de Faiença           | Provença            | França | Faiença             |
| el País de Foix              | Llenguadoc          | França | Foix                |
| el País de Grassa            | Provença            | França | Grassa              |
| el País de la Sotarrana      | Llemosí             | França | La Sotarrana        |
| el País de Manòsca           | Provença            | França | Manòsca             |
| el País de Marsella          | Provença            | França | Marsella            |
| el País de Salt Llenguadocià | Llenguadoc          | França | Quilhan             |
| el País de Salt Provençal    | Provença            | França | Saut                |
| el País de Tarba             | Gascunya            | França | Tarba               |
| el País de Tula              | Llemosí             | França | Tula                |
| el País de Vinhana           | Llemosí             | França | Llemotges           |
| el Pè de Montanha            | Valadas Occitanas   | Itàlia | Frussasc            |
| el Pedaguès                  | Llenguadoc          | França | Lo Mas              |
| El Perigord Blanc            | Guiena              | França | Peireguers          |
| el Perigord Negre            | Guiena              | França | Sarlat              |
| la Planesa                   | Alvèrnia            | França | Sant Flor           |
| els Prealps de Dinha         | Provença            | França | Dinha               |

## R
| Nom              | Regió      | Estat  | Vila principal |
| ---------------- | ---------- | ------ | -------------- |
| el Rabairaguès   | Guiena     | França | Rabairac       |
| el Rasès         | Llenguadoc | França | Limós          |
| la Ribièra Baixa | Gascunya   | França | Plasença       |

## S
| Nom                 | Regió               | Estat  | Vila principal       |
| ------------------- | ------------------- | ------ | -------------------- |
| el Santafrican      | Guiena              | França | Sant Africa          |
| el Sabartès         | Llenguadoc          | França | Tarascon de Sabartès |
| el Savès            | Gascunya            | França | l'Isla de Baish      |
| el Segalar          | Llenguadoc i Guiena | França | Carmauç              |
| el Sejalèir         | Alvèrnia            | França | Alancha              |
| la Sentria          | Llemosí             | França | Argentat             |
| el Seron            | Llenguadoc          | França | la Bastida de Seron  |
| les Sèrras d'Agenès | Guiena              | França | Agen                 |
| la Shalòssa         | Gascunya            | França | Dacs                 |
| el Sidòbre          | Llenguadoc          | França | Ròcacorba            |
| el Sisteronenc      | Provença            | França | Sisteron             |

## T
| Nom          | Regió               | Estat  | Vila principal         |
| ------------ | ------------------- | ------ | ---------------------- |
| la Tèrrafòrt | Guiena              | França | Vilafranca de Roergue  |
| el Tolosan   | Llenguadoc          | França | Tolosa                 |
| el Tolonenc  | Provença            | França | Toló                   |
| el Tursan    | Gascunya            | França | Aira                   |
| el Tricastin | Delfinat i Provença | França | Sent Paul de Tricastin |
| el Triève    | Delfinat            | França | Menç                   |

## U
| Nom     | Regió    | Estat  | Vila principal |
| ------- | -------- | ------ | -------------- |
| l'Ubaia | Provença | França | Barciloneta    |

## V
| Nom                             | Regió             | Estat   | Vila principal         |
| ------------------------------- | ----------------- | ------- | ---------------------- |
| la Vall d'Aran                  | Gascunya          | Espanya | Vielha                 |
| la Vall d'Aura                  | Gascunya          | França  | Sent Lari e Sola       |
| la Vall d'Estura                | Valadas Occitanas | Itàlia  | Demont                 |
| la Vall d'Ors                   | Valadas Occitanas | Itàlia  | Ors                    |
| la Vall de Ròia                 | Provença          | França  | Brelh de Ròia          |
| la Vall de Tiniá                | Provença          | França  | Sant Estève de Tinía   |
| la Vall de Vesúbia              | Provença          | França  | Sant Martin de Vesúbia |
| la Vall Grana                   | Valadas Occitanas | Itàlia  | Caralh                 |
| la Vall Maira                   | Valadas Occitanas | França  | Sant Damian            |
| la Vall Pèlis                   | Valadas Occitanas | Itàlia  | la Torre de Pèlis      |
| la Vall Varacha                 | Valadas Occitanas | Itàlia  | Sant Pèire             |
| la Valleta del Quiè             | Valadas Occitanas | Itàlia  | Vilanòva               |
| el Valon de Marcilhac           | Guiena            | França  | Marcilhac              |
| les Valls Cluson i Germanasca   | Valadas Occitanas | Itàlia  | Peirosa                |
| les Valls Ges i Vermenanha      | Valadas Occitanas | Itàlia  | Robilant               |
| les Valls Pò, Bronda i Infernòt | Valadas Occitanas | Itàlia  | Paisana                |
| el Valentinès                   | Delfinat          | França  | Valença                |
| el Vasadès                      | Gascunya          | França  | Vasats                 |
| la Vaudaina                     | Delfinat          | França  | Montelaimar            |
| el Velai                        | Llenguadoc        | França  | lo Puèi de Velai       |
| el Vencenc                      | Provença          | França  | Antíbol                |
| el Vercòrs                      | Delfinat          | França  | lo Vilar de Lans       |
| la Viadèna                      | Guiena            | França  | Sant Amanç             |
| el Vic de Sòs                   | Llenguadoc        | França  | Vic de Sòs             |
| el Volvèstre                    | Llenguadoc        | França  | Carbona                |